# 卡爾·哈庚
卡爾·理查德·哈庚（英語：Carl Richard Hagen，/ˈheɪɡən/；1937年2月2日—），美国物理学家，羅徹斯特大學粒子物理學教授，在標準模型與對稱性破缺領域有諸多貢獻。1964年，他與傑拉德·古拉尼、湯姆·基博爾共同提出希格斯機制與希格斯玻色子理論。另外還有兩個研究小組也在同年獨立地提出類似結果，一組為弗朗索瓦·恩格勒和罗伯特·布劳特，另一組為彼得·希格斯。六位物理學者分別發表的三篇論文，在《物理評論快報》50周年慶祝文獻裏被公認為里程碑論文。2010年，美國物理學會頒發理論粒子物理學櫻井獎給他們，因為他們「詳細闡述，在四維相對論性規範場論裏，自發對稱性破缺的性質與向量玻色子質量的持續守恆生成。」
哈庚教授的研究領域主要是理論粒子物理學，特別是量子場論，這包括較高自旋場（higher spin field theory）的表述與量子化理論。近期，他又專注於可解二維理論、陳-西蒙斯場論（Chern-Simons field theory）、阿哈諾夫－波姆效應、卡西米爾效應等等論題。

## 求學時期
哈庚就讀於麻省理工學院物理系，在那裏，他遇到古拉尼，兩人成為同窗好友與未來研究夥伴。1958年，哈庚獲得學士與碩士學位。之後，哈庚繼續攻讀博士學位。他的博士論文是在量子電動力學領域。1962年，獲得博士學位。

## 職業生涯
1962年，他申請成為羅徹斯特大學物理系研究助理。1965年，調升為助教授。1968年，提拔為副教授。1974年，晉升為正教授。1996年與1999年，他曾兩次獲得羅徹斯特大學物理系的「大學教學優良獎」。哈庚是美國物理學會院士，2008年，美國物理學會選聘他為「傑出評審」。2012，瓦爾帕萊索大學頒予哈庚榮譽博士學位，表彰他對於粒子物理學與質量生成理論的重大貢獻。

## 家庭生活
哈庚與妻子蘇珊育有三個兒子，克里斯汀、玖恩、傑森。

## 參閱
- 探尋希格斯玻色子時間軸
- 大型電子正子對撞機
- 兆電子伏特加速器
- 大型強子對撞機

## 外部連結
- 哈庚個人網頁
- 2010年理論粒子物理學櫻井獎網頁（页面存档备份，存于）
- 古拉尼、哈根、基博爾共同研究發展自發對稱性破缺與規範粒子理論的經過：The History of the Guralnik, Hagen and Kibble development of the Theory of Spontaneous Symmetry Breaking and Gauge Particles（页面存档备份，存于）